# Mauritz Zinn
Mauritz Zinn, var en violinist vid Kungliga hovkapellet.

## Biografi
Mauritz Zinn var elev 1 oktober 1816. Han anställdes 1 juli 1820 som violinist vid Kungliga hovkapellet i Stockholm och slutade 1 juli 1827.